# Aspidoscelis angusticeps
Aspidoscelis angusticeps е вид влечуго от семейство Teiidae. Видът не е застрашен от изчезване.

## Разпространение
Разпространен е в Белиз, Гватемала и Мексико.

## Описание
Популацията на вида е стабилна.